# Yukiyo Fujii
Pour les articles homonymes, voir Fujii.
Yukiyo Fujii (藤井 ゆきよ, Fujii Yukiyo), née le 8 mai 1985, dans la Préfecture de Kanagawa, au Japon, est une seiyū japonaise.

## Rôles

### Anime
- Amagi Brilliant Park : Latifah Fleuranza
- Fairy Tail : Gemi, Katja, Michelia, Miliana
- Log Horizon : Tetora
- Re:Zero kara Hajimeru Isekai Seikatsu : Mimi Pearlbaton
- Sket Dance : Yukie Izumisawa
- Strike the Blood : Kiriha Kisaki
- Komi can't communicate : Himiko Agari
- Edens zero : Sister ivly

### Jeu vidéo
- Engage Kill : Aoi Kotobuki[1]
- Zenless Zone Zero : Soldat 11